# マイク・ポルクロペック
マイク・ポルクロペック（Mike Polchlopek、1965年12月27日 - ）は、アメリカ合衆国のプロレスラー、総合格闘家。テキサス州オースティン出身。バート・ガン（Bart Gunn）、マイク・バートン（Mike Barton）などのリングネームで知られる。

## 来歴
1991年にブレット・コルト（Brett Colt）のリングネームでデビュー。フロリダ州のインディー団体IWFで師匠のブラックジャック・マリガン同様のカウボーイ・ギミックで売り出され、キップ・ウィンチェスターことモンティ・ソップとのタッグチーム、ロング・ライダーズで人気を獲得した。
1993年にソップと共にWWF（現・WWE）と契約。WWF入りに伴いリングネームおよびチーム名を変更し、ソップはビリー・ガン、自身はバート・ガンと名乗る。兄弟ギミックも与えられ、スモーキン・ガンズとしてタッグ戦線で活動した。
1996年にスモーキン・ガンズを解散。ボブ・ホーリーとのニュー・ミッドナイト・エクスプレスを経て1998年にはWWF主催の格闘技トーナメント"WWF Brawl for All" で優勝するなど活躍したが、1999年1月に解雇された。
前述のトーナメントでスティーブ・ウィリアムスを「ゴールデンレフト」で破った実績を評価され、解雇前の1998年11月から全日本プロレスに登場し、ジョニー・エースとのコンビで世界タッグ王座を獲得した。その後は主にジム・スティールとタッグを組み、IWGPタッグ王座に挑戦するなどの活躍を見せる。2002年にはチャンピオン・カーニバルで天龍源一郎を倒すものの武藤敬司に敗れ惜しくも準優勝。
全日本プロレスを退団したあとは新日本プロレスへ移籍した。またTNAにも2003年まで所属していた。またジム・スティールと2003年12月にWWEのトライアウトを2回行ったが、これはテレビで放映されることのないダークマッチだった。両方の試合には勝利したが、結局どちらもWWEと契約することはなかった。
その後、パートナーであったスティールの怪我などもあり、しばらく表舞台から離れ総合格闘技向けの練習を重ね、2006年の無我ワールド・プロレスリングへの参戦で久々の登場を果たした。
2006年6月17日、Rumble on the Rockのメインイベントでウェズリー・コレイラと対戦し、カットによるドクターストップでTKO勝ち。同年11月5日にはPRIDEに出場。PRIDE 武士道 -其の十三-で美濃輪育久と対戦し、判定負けを喫した。
ボクシングから総合格闘技に転向したバタービーンともう一度戦う機会を得たいと願っておりインタビュー等でも「WWEでの敗戦から、もう一度彼と戦いたいとずっと思っていました」「彼が総合格闘技をやっているのを見て、自分のスタイルに少し合っていると思ったんです。」と語っていたが、
残念ながら、再戦の可能性は交渉の過程で消えてしまった。
2007年12月10日のRAWでバート・ガンとしてWWEに復帰し、15周年記念バトルロイヤルに出場、スティーブ・ブラックマンに敗退した。
現在は引退してフロリダで電気技師として働いており、仕事以外の時間はバイクに乗ったり、バーベキューをしたり、孫と遊んだりして楽しんでいるという。

## 得意技
ゴールデン・レフト
利き腕である左手で繰り出すボディブロー。低い姿勢から、勢いよく突き上げるように決めることが多い。スティーブ・ウイリアムスを破ったことで脚光を浴びた、バートンの代名詞的な得意技。
バートン・ディザスター
全日本プロレスで大量離脱後の時代から決め技として多用。全身を前方に大きく倒れ込ませながら決める高角度倒れ込み式パワーボム。全日本プロレスのGAORA中継の松崎年男アナウンサーは「バートン・ボム」、新日本プロレス中継のアナウンサーは「バートン・バスター」と呼んでいた時期がある。
バート・バッシュ
レイザーズ・エッジと同じ技。ハイジャック・バックブリーカー（飛行機強奪式背骨折り）の状態から相手を前方に放り投げるようにして、背面からマットへ叩き落とす。全日本プロレス参戦初期に、ゴールデン・レフトとならぶ得意技としていた。
ヘルベント
デスバレーボムと同じ技。
バートン・カッター
エース・クラッシャー（改良型）と同じ技。ジョニー・エースとタッグ結成時、エースの得意技だったこの技を伝授された。
バートン・スパイク
インプラントDDTと同型。ジョニー・エースとタッグ結成時、エースの得意技「ジョニー・スパイク」を伝授され、主にシングルマッチでの秘密兵器とした。

## タイトル歴
全日本プロレス
- 世界タッグ王座 : 1回（w / ジョニー・エース）
- 2001年新春ヘビー級バトルロイヤル優勝
- スタン・ハンセンカップ優勝：1回（2002年）（w / ジム・スティール）

WWF
- WWF世界タッグ王座 : 3回（w / ビリー・ガン）
- NWA世界タッグ王座 : 1回（w / ボンバスティック・ボブ） ※ブッカー兼マネージャーのジム・コルネットがWWFで復活させたタイトル
- Brawl for All優勝

その他
- IWFタッグ王座 : 2回（w / キップ・ウィンチェスター）
- PCWアメリカス・ヘビー級王座 : 2回

## 戦績

### 総合格闘技
| 総合格闘技 戦績 | 総合格闘技 戦績 | 総合格闘技 戦績 | 総合格闘技 戦績 | 総合格闘技 戦績 | 総合格闘技 戦績 | 総合格闘技 戦績 |
| --------------- | --------------- | --------------- | --------------- | --------------- | --------------- | --------------- |
| 2 試合          | (T)KO           | 一本            | 判定            | その他          | 引き分け        | 無効試合        |
| 1 勝            | 1               | 0               | 0               | 0               | 0               | 0               |
| 1 敗            | 0               | 0               | 1               | 0               | 0               | 0               |

| 勝敗 | 対戦相手             | 試合結果                        | 大会名                         | 開催年月日    |
| ×    | 美濃輪育久           | 2R（10分/5分）終了 判定0-3      | PRIDE 武士道 -其の十三-        | 2006年11月5日 |
| ○    | ウェズリー・コレイラ | 1R 1:46 TKO（ドクターストップ） | Rumble on the Rock: Beatdown 1 | 2006年6月17日 |